# Dina Luce
Dina Luce, pseudonimo di Dina Del Fante di Castel Arcione (Scansano, 2 giugno 1931 – Roma, 22 giugno 2020), è stata una giornalista, scrittrice, conduttrice radiofonica e conduttrice televisiva italiana.

## Biografia
Dina Luce era figlia di Massimo Del Fante di Castel Arcione, Cavaliere del Lavoro, nominato Conte da Vittorio Emanuele III e Deputato Monarchico della II Legislatura (1953-1958). Debuttò nel 1953 collaborando con Momento-sera, quotidiano a carattere politico-informativo fondato nel 1946 da Carboni. Negli anni '60 lavorò con diversi settimanali, Big, Luna Park e Sogno. Dal 1953 collaborò anche con le testate L'Europeo, Oggi, Gioia, Settimana TV, Il Tempo, Il Giornale, Noi, Consigli Pratici, Tuttosport dove tenne una rubrica sul calcio, Avvenire, curando una rubrica di critica televisiva, opinioni a confronto su Intimità in tandem con Mariano Sabatini.
Nel 1965 esordì in radio curando la rubrica Zoom su incarico di Luciano Rispoli. Nella stagione 1965/1966 lavorò a Teleobiettivo, e curò diverse trasmissioni per i lavoratori italiani emigrati in Germania dal titolo Un saluto dall'Italia, Questa settimana pettegoliamo con.. e Lo scontro. Nella stagione 1967/1968 collaborò con Il giornale delle donne che, nel 1969, diventerà Lei, un settimanale radiofonico al femminile. Nel 1968 intraprese un viaggio di 34 giorni per l'Australia con l'obiettivo di intervistare gli emigranti dall'Italia. Questo lavoro portò alla realizzazione di 4 puntate speciali de Il giornale delle donne.
Nel 1970, e per tre stagioni, condusse il programma radiofonico Buon Pomeriggio, con Maurizio Costanzo. Nel 1971 esordì in televisione con la conduzione, nella stagione 1971/1972, di Ore 13 ed Ore 20 con Bruno Modugno. Sempre negli stessi anni condusse Insieme con Dina, un talk show giornaliero in onda su Telemontecarlo. Dal 1978 al 1982 presentò Il suono e la mente.
Nel 1984 condusse Carta carbone mentre nel 1986 il programma Radio anch'io estate con Nantas Salvalaggio. Nel 1986 gestì l'ufficio stampa per la prima esibizione in Cina di Luciano Pavarotti e il Teatro dell'Opera di Genova a Pechino. La collaborazione con il tenore proseguì portando alla realizzazione di uno Special dal titolo Bienvenido Pavarotti, realizzato per Rai Uno a Buenos Aires e mandato in onda con il titolo Pavarotti: la mia Argentina.
Dopo una lunga pausa dal mondo televisivo, tornò in TV, nel 1996, con Confidenzialmente con Dina Luce, un format televisivo di Videosapere basato sulla realizzazione di 30 incontri nelle case di personaggi famosi. Nello stesso anno condusse Il buongiorno di RadioDue.
Per Il Giornale, sotto la direzione di Vittorio Feltri, dal 1994 al 1998 curò la rubrica Giochi di luce . La sua carriera continuò con Profili del 1999, I motivi della sua vita del 2000 e Spettatori eccellenti nella stagione 2001/2002. Nel 2003 condusse La notte dei misteri per Radio Uno.
Nel 2014 diventò presidentessa della Fondazione Dina Luce, un'organizzazione no profit che sviluppa progetti riguardanti il rispetto dei diritti umani, il rispetto della natura e la solidarietà.
Dina Luce morì nel giugno del 2020. Tuttavia la notizia del decesso venne divulgata solo un anno e mezzo dopo.

## Libri
- Bentrovati tutti, raccolta di interviste a scrittori e giornalisti famosi, 1981
- Dicono che un mattino..., 1983

## Riconoscimenti
- 1971 – Premio Saint Vincent per il Giornalismo.
- 1981 – Premio Un libro per l'estate. Riconoscimento per il libro “Bentrovati tutti.”